# Nora Houfová
Nora Houfová, v Rakousku Nora Houf (13. prosince 1924 Vídeň – 29. května 2024 Vídeň), roz. Eleonore Ujka, byla rakouská divadelní a filmová herečka, u filmu většinou vedlejších rolí. Působila především ve Vídni, Praze a v oblasti Sudet.

## Život

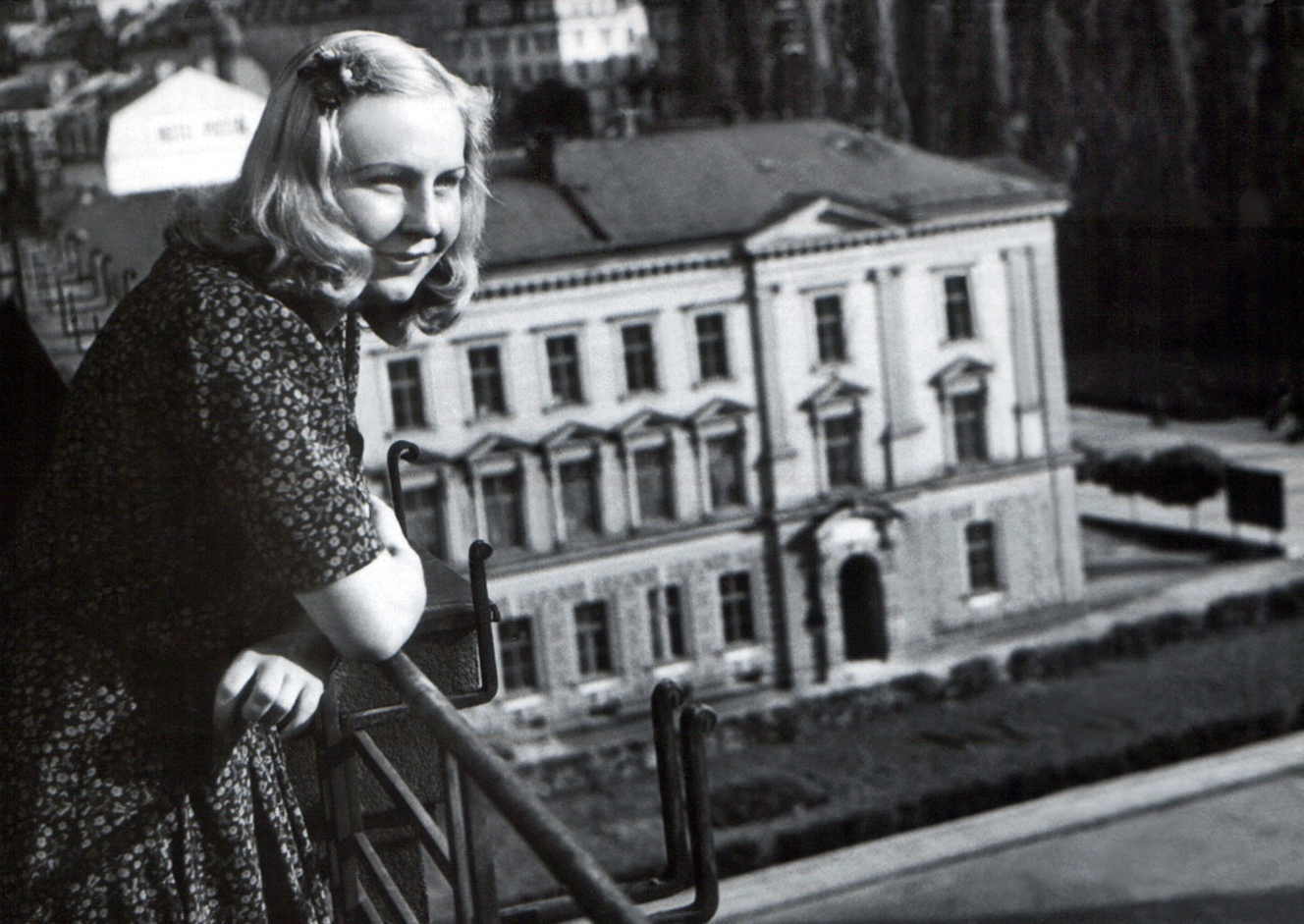
V Karlových Varech v Bezručově ulici, asi rok 1946. V pozadí již zaniklá škola J. A. Komenského (1967 zbourána kvůli výstavbě hotelu Thermal)

Nora se narodila ve Vídni 13. prosince 1924. Mládí prožila v Řecku, kde její otec Karel Ujka vedl rakouskou pobočku firmy Wertheim provozující stavbu výtahů a trezorů. V září 1939 se Ujkovi vrátili do Vídně a Nora se zapsala ke studiu herectví na Univerzitu hudebních a dramatických umění – Institut pro činohru a činoherní režii Max Reinhardt Seminar, kde pak studovala v letech 1940–1943. Ve válečném roce 1943, po obsazení Rakouska, byl Nořin otec vyslán do Karlových Varů, aby v jednotlivých objektech udržoval v provozu výtahy. Lázeňské město bylo tehdy proměněno ve vojenský lazaret německé armády.
Zde se Nora seznámila s karlovarským fotografem Jaroslavem Houfem a v listopadu 1948 se za něj provdala. Svatba byla pojata ve velkém stylu s účastí obyvatel města, což se úplně neslučovalo s nově zaváděnými pořádky. Jaroslav pracoval i nadále jako soukromý fotograf a nabízené místo předsedy, v roce 1950 vznikajícího družstva Fotografia, odmítl. Manželům se narodili dva synové, v roce 1949 Kristian a dva roky poté Marcel. V turbulentním poúnorovém období se svérázný fotograf Houf stal nepohodlným, v prosinci 1953 byl zatčen a v dubnu 1954 odsouzen na čtyři a půl roku práce v dolech ve věznici ve Rtyni v Podkrkonoší. Později mu byla doba výkonu trestu snížena a po jeho propuštění se roku 1957 manželé Houfovi rozvedli. Dle soudního rozhodnutí připadl každý syn jednomu z rodičů. Nora se v roce 1963 s mladším, tehdy 12letým Marcelem, přestěhovala do Vídně a otec Jaroslav, který měl v té době úředně zakázané Karlovy Vary, žil se starším Kristianem v Praze.
V roce 1964 se Nora provdala za Vladimíra Švancara, po změně ne příliš vhodného příjmení pro německy mluvící prostředí – za Vladimíra Cara.
Nora Houfová zemřela ve Vídni dne 29. května 2024 ve věku 99 let.

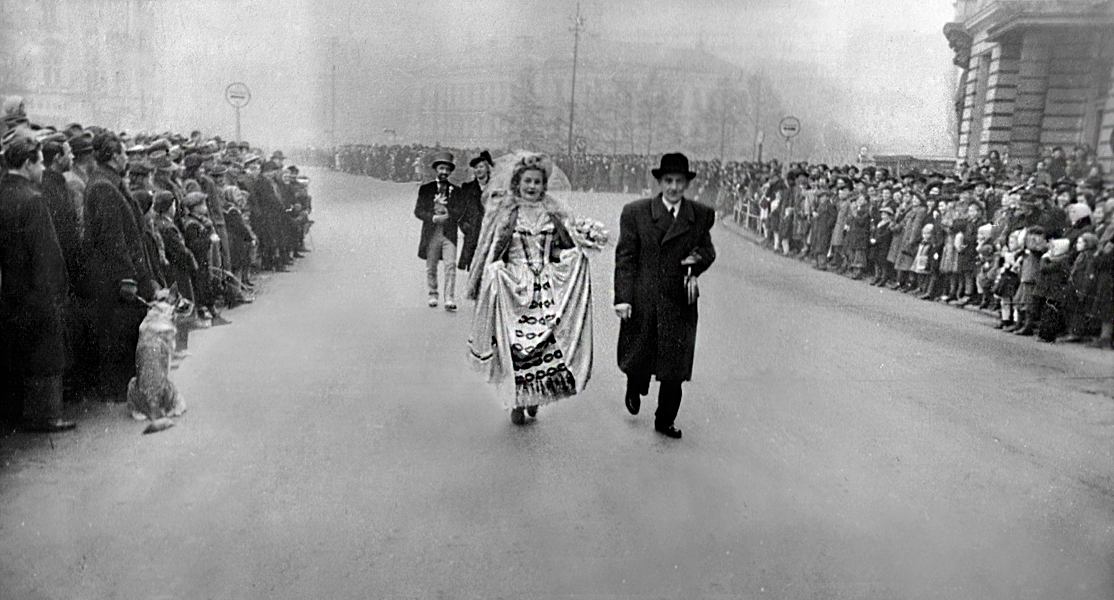
Nevěsta a ženich přicházejí na místo formování svatebního průvodu, u hlavní pošty v Karlových Varech 28. listopadu 1948

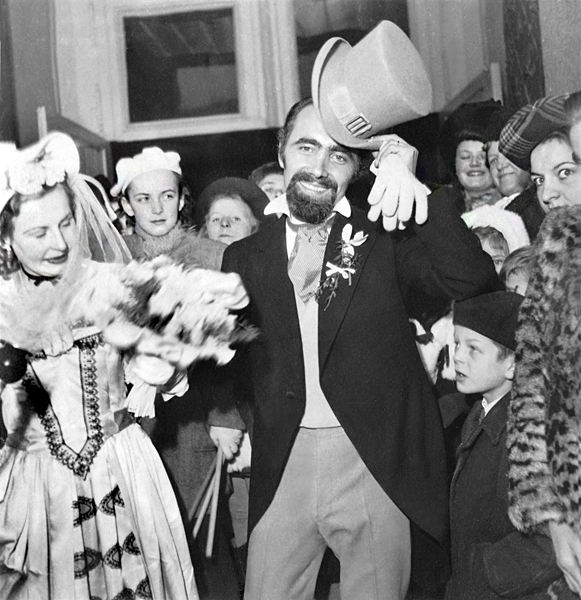
Manželé Houfovi po svatebním obřadu v kostele sv. Máří Magdaleny v Karlových Varech 28. listopadu 1948

## Herecká kariéra
V roce 1954 nastoupila do německého souboru Státního zájezdového divadla v Praze-Hloubětíně a působila zde až do jeho zrušení v roce 1962. Soubor tehdy hostoval v pohraničí, bývalých Sudetech, kde hrál pro německy hovořící obyvatele. Nořini kolegové byli např. později známý režisér Otto Ševčík, Jindřich Narenta, František Pálka, Lenka Birková aj.
V roce 1960 hrála ve filmu Jiřího Krejčíka Vyšší princip a v roce 1962 pak v okupačním dramatu Jiřího Lehovce – Mykoin PH 510.
Po návratu do Vídně v květnu 1963 se i nadále věnovala divadlu a filmu. V roce 1999 si zahrála vedlejší roli v jednom díle kriminálního TV seriálu Tatort (Místo činu) – Nie wieder Oper. V divadle hrála až do roku 2011 (do 87 let věku). Nora hovořila francouzsky, anglicky, německy a česky.

## Divadelní role
Vesnické divadlo, Státní zájezdové divadlo, výběr:
- 1954 – Friedrich Schiller: Kabale und liebe, Luise, Vesnické divadlo 45-59, režie Valtr Taub
- 1955 – Jozef Gregor-Tajovský: Das Weibergesetz, Anička, Vesnické divadlo 45-59, režie Oto Ševčík
- 1956 – Ota Šafránek: Wenn Frauen flügge werden, pošťačka; Rosa Koskuba, Vesnické divadlo 45-59, režie Oto Ševčík
- 1956 – Gotthold Ephraim Lessing: Minna von Barnhelm, Franziska, Vesnické divadlo 45-59, režie Jan Fišer
- 1956 – Frantisek Palka: Schneesturm, Marie, Vesnické divadlo 45-59, režie Oto Ševčík
- 1957 – Frantisek Palka: Schneesturm, Marie, Vesnické divadlo 45-59, režie Oto Ševčík
- 1957 – Molière: Der eingebildete Kranke (Zdravý nemocný), Angelika; Cikáni, Vesnické divadlo 45-59, režie Rudolf Vedral
- 1957 – Heinrich von Kleist, Bertolt Brecht: Pušky paní Carrarové, Rozbitý džbán, Eve, Vesnické divadlo 45-59, režie Heinz-Andreas Ehm, Heinz-Andreas Ehm
- 1957 – Heinrich von Kleist, Bertolt Brecht: Der zerbrochene Krug, Die Geweh, Eve, Vesnické divadlo 45-59, režie Heinz-Andreas Ehm, Heinz-Andreas Ehm
- 1957 – Hans Hofer, Hugo Kaminský: mimo program, doprovodná slova; žena; venkovský večírek, Vesnické divadlo 45-59, režie Hugo Kaminský
- 1958 – Berta Waterstradt: Ehesache Lorenz, Helga Ritter, Vesnické divadlo 45-59, režie Valtr Taub, Maria-Claire Wolffová
- 1958 – Günther Weisenborn: Neuberová, Anni, Vesnické divadlo 45-59, režie Oto Ševčík
- 1959 – Johann Nepomuk Nestroy: Talisman, Salome Pockerl, Vesnické divadlo 45-59, režie Hans Hofer
- 1959 – Hedda Zinnerová: Kavárna Payer (Café Payer), Gretl, Vesnické divadlo 45-59, režie H. Toussell
- 1959 – Oscar Wilde: Jak je důležité míti Filipa, Cecily Cardew, Státní zájezdové divadlo 59-62, režie Jan Fišer
- 1960 – Peter Karvaš: Diplomati (Diplomaten), Gloria Cox, Státní zájezdové divadlo 59-62, režie Oto Ševčík, Werner Kamenik
- 1960 – Erich Heller, Margret Gruchmann-Reuter: Alvín poslední (Alwin der letz), Barbara Wendt, Státní zájezdové divadlo 59-62, režie Werner Kamenik
- 1961 – Hans Dieter Schmidt: Dreimal klingeln, Petra Simmichová, Státní zájezdové divadlo 59-62, režie Werner Kamenik

## Filmografie
Většinou ve vedlejší roli, výběr:
- 1960 – Vyšší princip, režie Jiří Krejčík, sekretářka Kebrdlová[5][9]
- 1962 – Mykoin PH 510, okupační drama, režie Jiří Lehovec, prokuristka ve farmaceutické továrně[6]
- 1999 – Tatort / Místo činu, kriminální TV seriál, Nie wieder Oper (404. díl)[7][10]